# Zele chlorophthalmus
Zele chlorophthalmus är en stekelart som först beskrevs av Maximilian Spinola 1808.  Zele chlorophthalmus ingår i släktet Zele och familjen bracksteklar. Arten är reproducerande i Sverige. Inga underarter finns listade i Catalogue of Life.